# Brauner Eichen-Zipfelfalter
Der Braune Eichen-Zipfelfalter (Satyrium ilicis), oder auch nur Eichen-Zipfelfalter genannt, ist ein Schmetterling (Tagfalter) aus der Familie der Bläulinge (Lycaenidae).

## Beschreibung
Oberseits sind die Flügel dunkelgraubraun mit schwachen orangen Flecken im Analwinkel des Unterflügels bei beiden Geschlechtern und einem variabel großen Diskoidalfleck auf der Vorderflügeloberseite des Weibchens. Die orangen Flecken sind stets mit braunen Flügeladern durchzogen. Auf der hellbraunen Flügelunterseite fällt eine weiße, unterbrochene Linie in der Postdiskalregion auf, sowie eine nach oben auslaufende orange Submarginalbinde. In der Diskal- und Basalregion finden sich keine Punkte oder Zeichnung. Der Braune Eichen-Zipfelfalter kann mit anderen Zipfelfaltern (Theclinae) verwechselt werden, die Unterschiede (z. B. fehlender Silberfleck) sind jedoch eindeutig und lassen einen fotografischen Nachweis zu.

## Flugzeit
Der Braune Eichen-Zipfelfalter ist univoltin, das heißt, er bringt pro Jahr nur eine Generation hervor, die von Ende Mai bis Anfang August fliegt.

## Lebensraum
Im Gesamtverbreitungsgebiet werden unterschiedliche Lebensräume bewohnt – trockene Quercus-coccifera-Gebüsche sind ebenso vertreten wie feuchte Heiden und Waldlichtungen bzw. Offenwälder wie in der Trockenaue am Oberrhein.
Eiablagehabitate in Mitteleuropa sind fast ausnahmslos die lichten Waldstrukturen, wie breite Wege und Waldränder, mit reichem Bestand an Eichen und deren Jungwuchs.

## Lebensweise
Die Raupe lebt oligophag an jungen Eichen (Quercus robur,
Q. petraea und Q. pubescens). Die Eier überwintern, die Raupe frisst die Blätter, indem zuerst die Mittelrippe durchgebissen wird, um dann den Rest des Blattes zu verzehren. Die Falter treffen sich an Wegrändern und bevorzugen dabei Kratzdisteln (Cirsium).

## Verbreitung
Der Braune Eichen-Zipfelfalter ist verbreitet von Spanien bis Nordwestasien, einschließlich Israel, Libanon, Türkei. Nördlich kommt die Art bis ins südlichste Fennoskandinavien vor. Die Art fehlt aber in Großbritannien und im nördlichen Skandinavien. Stellenweise ist die Art gefährdet, da Eichengestrüpp der Flurbereinigung oder der Waldwirtschaft zum Opfer fällt.

## Gefährdung und Schutz
Auf der Roten Liste gefährdeter Arten Deutschlands wird der Falter in die Kategorie 2 – stark gefährdet eingestuft.